# Paroxoplus ornaticollis
Paroxoplus ornaticollis är en skalbaggsart som först beskrevs av Lacordaire 1869.  Paroxoplus ornaticollis ingår i släktet Paroxoplus och familjen långhorningar. Inga underarter finns listade i Catalogue of Life.